# 블레츨리 파크
블레츨리 파크(Bletchley Park)는 영국 버킹엄셔주 밀턴킨스 블레츨리에 있는 컨트리 하우스로, 제2차 세계 대전 시기 연합국 암호 해독의 중요한 거점이 된 것으로 유명하다. 현재 건물은 1883년 영국의 정치인이자 재정가인 허버트 레온(Herbert Leon)이 동명의 건물이 있던 장소에 빅토리아 고딕 복고양식, 튜더와 네덜란드 바로크 양식 등으로 확장한 것이다.
제2차 세계대전 동안 이 건물에 영국 정부 암호 연구소(GC&CS)가 들어와 에니그마와 로렌츠 암호기계 등 추축국 비밀 통신의 해독을 수행했다. 해독자로는 존 틸먼(John Tiltman),  딜리 녹스(Dilly Knox), 앨런 튜링, 해리 골롬벡(Harry Golombek), 고든 웰치먼(Gordon Welchman), 휴 알렉산더(Hugh Alexander), 도널드 미키, 빌 텃, 스튜어트 밀너배리(Stuart Milner-Barry) 등이 있었다. 
블레츨리 파크의 암호 해독 팀은 복호화를 위한 기계장치를 고안하였는데 이는 세계 최초의 프로그래밍 가능한 디지털 전자 컴퓨터인 콜로서스의 개발로 이어졌다. 블레츨리 파크에서의 암호 해독 작전은 1946년까지 수행되었으며 1970년대까지 기밀로 유지되었다.
전후 사범학교 시설, 중앙우체국 지부 등으로 쓰이다가 1992년 재개발을 거쳐 1993년 박물관 시설로 개장하였다. 블레츨리 파크 H 구역에 영국 국립컴퓨팅박물관(National Museum of Computing)이 위치하고 있다.

## 역사
저택은 1711년에 브라운 윌리스가 세웠다. 새뮤얼 립스콤 세컴이 1877년에 상속하고 1883년에 매각할 때까지 블레츨리 파크라고 불리게 되었다. 제2차 세계 대전 시기에는 정부 암호 연구소가 있었다. 앨런 튜링이 근무한 것으로 유명하다. 독일군의 에니그마 암호의 해독에 성공하는 등 성과를 올렸다.